# واشینگتن دارتز
واشینگتن دارتز یک باشگاه فوتبال آمریکایی مستقر در واشینگتن دی سی بود که از سال ۱۹۶۷ تا ۱۹۶۹ در لیگ فوتبال آمریکا و در فصل و ۱۹۶۰ و ۱۹۷۱ در لیگ فوتبال آمریکای شمالی بازی می‌کرد، اگرچه در سال ۱۹۶۷ به واشینگتن بریتانیکا معروف بودند. آنها دو قهرمانی ASL را به دست آوردند و یک بار برای قهرمانی NASL بازی کردند. آنها همچنین جام بین‌المللی NASL 1970 را از آن خود کردند. این باشگاه پس از ۱۹۷۱ واشینگتن را ترک کرد و به میامی گاتوس (۱۹۷۲)، میامی توروس (۱۹۷۳–۷۶)، Ft تبدیل شد. Lauderdale Strikers (۱۹۷۷–۸۳) و Minnesota Strikers (۱۹۸۴) در آخرین فصل NASL. رنگهای این باشگاه آبی، سفید و خاکستری بود.